# جایزه بزرگ بلژیک ۱۹۷۵
جایزه بزرگ بلژیک ۱۹۷۵ (انگلیسی: ‎1975 Belgian Grand Prix‎) یک مسابقهٔ موتوری در رشتهٔ اتومبیل‌رانی فرمول یک بود که در تاریخ ۲۵ مهٔ ۱۹۷۵ در پیست زولده واقع در اوسدان-زولده، لیمبورگ، بلژیک برگزار شد. این گراند پری در میان ۱۴ گراند پری در فصل ۱۹۷۵، مسابقهٔ شمارهٔ ۶ بود.
در این مسابقه که در ۷۰ دور و به مسافت ۲۹۸٫۳۴۰ کیلومتر (۱۸۵٫۳۸۰ مایل) برگزار شد، پول پوزیشن توسط نیکی لائودا کسب شد و سریع‌ترین زمان برای طی یک دور پیست که برابر با ۱:۲۶٫۷۶ بود نیز توسط کلی رگاتزونی به ثبت رسید.
نیکی لائودا از تیم فراری، جودی شکتر از تیم تایرل-فورد و کارلوس روتمان از تیم برابام-فورد به‌ترتیب مقام‌های اول تا سوم مسابقه را کسب کردند.

## رده‌بندی قهرمانی پس از مسابقه
| جایگاه | راننده           | امتیاز |
| ------ | ---------------- | ------ |
| ۱      | نیکی لائودا      | ۲۳     |
| ۲      | امرسون فیتیپالدی | ۲۱     |
| ۳      | کارلوس پیس       | ۱۶     |
| ۴      | کارلوس روتمان    | ۱۶     |
| ۵      | جودی شکتر        | ۱۵     |
| منبع:  |                  |        |

| جایگاه | سازنده      | امتیاز |
| ------ | ----------- | ------ |
| ۱      | برابام-فورد | ۲۹     |
| ۲      | مک‌لارن-فورد | ۲۶٫۵   |
| ۳      | فراری       | ۲۶     |
| ۴      | تایرل-فورد  | ۱۹     |
| ۵      | هسکث-فورد   | ۷      |
| منبع:  |             |        |

یادداشت
- تنها پنج جایگاه نخست از هر رده‌بندی نمایش داده شده‌است.